# Minojski izbruh
Minojski vulkanski izbruh Tere okoli 1600 pr. n. št. je bil eden največjih na Zemlji. Uničil je otok Tero skupaj z minojskimi mesti v neposredni okolici in na severni obali Krete, kar je pripomoglo k nazadovanju minojske kulture. Poleg tega je izbruh povzročil podnebne spremembe na območju Sredozemlja, Egejskega morja in večjega dela severne poloble. Dokazano je, da je povzročil tudi slabo letino na Kitajskem, spodbudil je grške mite, pripomogel k političnemu kaosu v Egiptu ter vplival na mnoge biblijske zgodbe v 2. Mojzesovi knjigi.